# Église Saint-Pierre-et-Saint-Paul de Périers
Pour les articles homonymes, voir Église Saint-Pierre.
L'église Saint-Pierre-et-Saint-Paul de Périers est un édifice catholique qui se dresse sur le territoire de la commune française de Périers, dans le département de la Manche, en région Normandie. L'édifice est classé au titre des monuments historiques.

## Localisation
L'église est située à Périers, dans le département français de le Manche.

## Historique
Richard Ier de Normandie donna l'église de Périers, avec celles de Millières et Vaudrimesnil, à l'abbaye Saint-Taurin d'Évreux. En 1195, Richard Cœur de Lion confirma cette donation.
L'édifice fut partiellement détruit lors de la guerre de Cent Ans.
Très endommagée en 1944, l'église a été restaurée à l'identique de 1955 à 1960 par l'architecte Yves-Marie Froidevaux.

## Description
L'église de style gothique a été restaurée après 1944. Sa nef, qui comprend six travées, aux piles rondes flanquées de quatre colonnettes, est caractéristique du style du XIVe siècle, tout comme les croisillons et les absidioles à pans coupés. La grande abside polygonale a été ajoutée à la fin du XIVe siècle, et la petite tourelle octogonale bâtie sur son flanc droit semble avoir servi de lanterne des morts.
Le chœur et les piles de la croisée du transept sont du milieu du XIIIe siècle.
Le clocher avec ses deux étages et sa flèche octogonale en retrait ont été construits du XIIIe au XVe siècle. La tour carrée voit ses quatre faces occupées sur les deux tiers de sa hauteur par deux grandes et profondes baies géminées séparées par des faisceaux de colonnettes, et se termine par une balustrade ornée de quadrilobes.

## Protection
L'église est classée au titre des monuments historiques par liste de 1862.

## Mobilier
L'église abrite diverses œuvres classées aux monuments historiques au titre objet dont : un tableau la remise du scapulaire à saint Simon Stock du XVIIe siècle
À noter que le cardinal Jacques Davy du Perron (1556-1618) donna à l'église un orgue,.